# Paolo Magretti
Paolo Magretti (Milán, 15 de diciembre de 1854 – Paderno Dugnano, 30 de agosto de 1913) fue un naturalista, entomólogo, explorador y ciclista italiano.

## Biografía

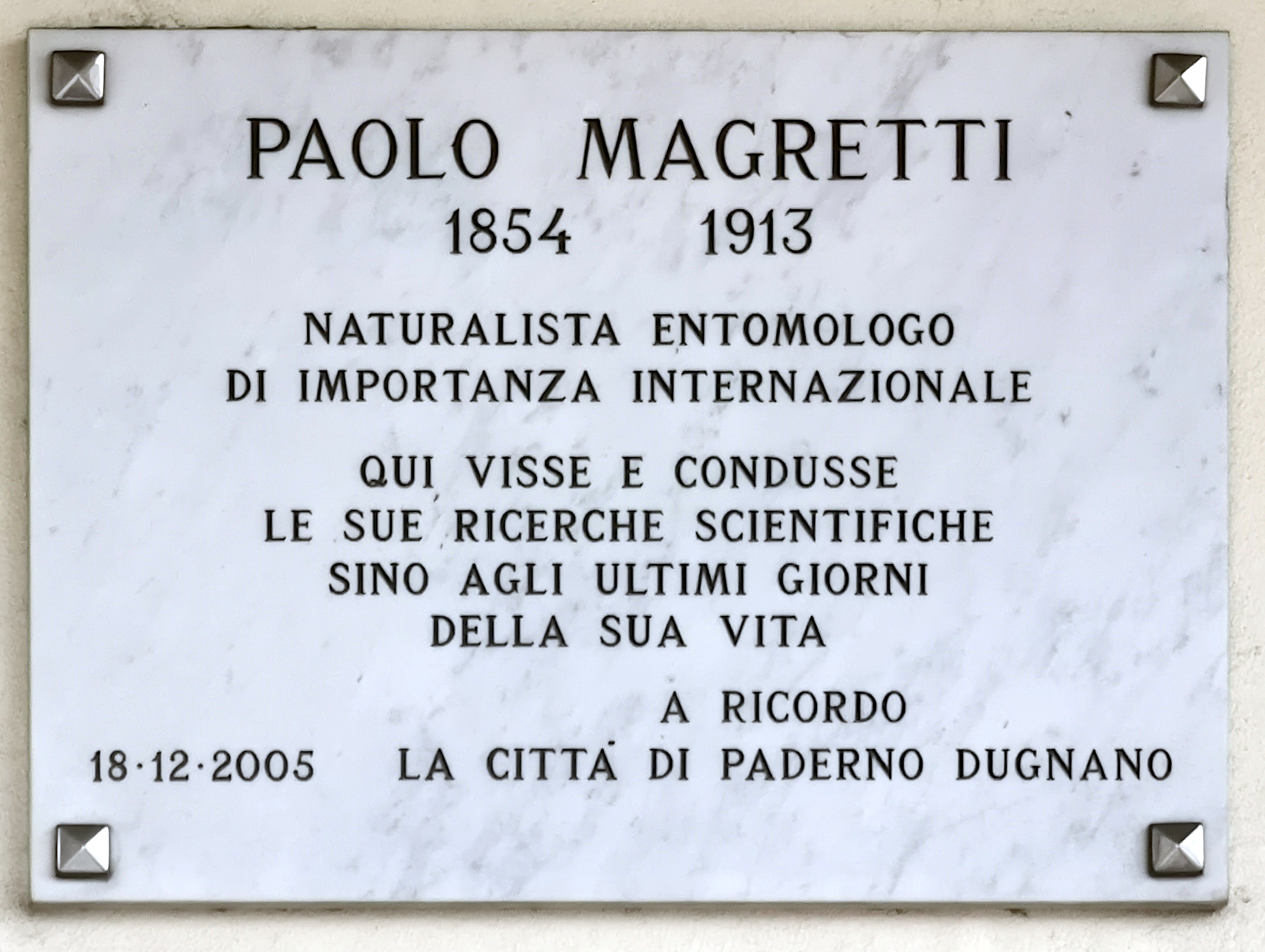
Placa en memoria de Paolo Magretti, colocada en Villa Asnaghi, donde vivió

Fue hijo de Giuseppe Magretti y Massimina Violini. Aunque provenía de una familia de ingenieros, estudió en la Facultad de Ciencias Naturales de la Universidad de Pavía, y se dedicó al estudio de los himenópteros. En 1876 se incorporó a la Sociedad Italiana de Ciencias Naturales, presentado por el geólogo Antonio Stoppani. 
En diciembre de 1877 y noviembre de 1878, Magretti realizó viajes de exploración a Cerdeña. Recogió muestras de agua dulce y marina, así como sus primeras colecciones de especímenes zoológicos.
Entre 1883 y 1900, realizó varios viajes por África. En 1883 estuvo en Sudán Oriental, en 1899 en Túnez y en 1900 en Eritrea. Estos viajes tuvieron como objetivo recopilar material zoológico para su estudio y catalogación. Magretti, tras conocer la realidades de estos países, adoptó posiciones ideológicas contrarias al colonialismo y al eurocentrismo. 
Varios museos de historia natural le encargaron clasificar las colecciones entomológicas reunidas por otros naturalistas en exploraciones anteriores. Así, el Museo de Historia Natural de Génova le ofreció la posibilidad de estudiar las colecciones creadas por Vittorio Bottego en Somalia y Etiopía,  y por Leonardo Fea en Birmania.
Además de los estudios entomológicos, Magretti se dedicó a actividades económicas como la cría de gusanos de seda y la entomología agrícola, pues observó la utilidad de algunos insectos que eran depredadores de otros insectos perjudiciales para los cultivos.
Fue miembro de la Sociedad Italiana de Ciencias Naturales (SISN), de la Sociedad Entomológica Italiana (SEI) y participante activo de otras sociedades científicas y geográficas de la época.
Aficionado al ciclismo, en mayo de 1876 se convirtió en el primer vencedor de la carrera Milán-Turín, la clásica ciclista más antigua del mundo. Los competidores salieron de Milán a las cuatro de la mañana y Magretti fue el primero en cruzar la meta en Turín. Recorrió 150 km en 10h09'00", a una media de 14,7 kilómetros por hora. 